# 南店站
南店站，位于中华人民共和国内蒙古呼和浩特市赛罕区，邮政编码010076，建于1989年，是京包铁路的一个车站，因新建呼和浩特东站现已停用。离北京站660公里，离包头站172公里。距上行车站白塔站7公里，距下行车站呼和浩特站8公里。该站隶属呼和浩特铁路局。不办理客货运业务，为五等车站，本站及相邻上下行区间均为电气化区段。